# Terulito de sodio

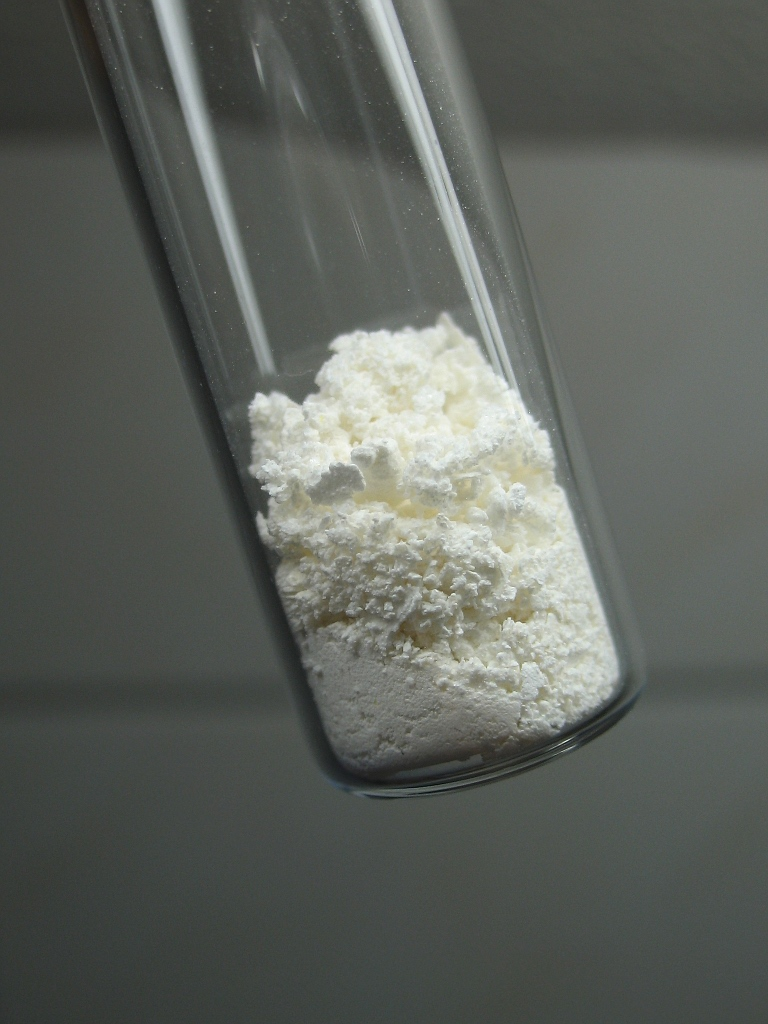

El Telurito de sodio es un compuesto inorgánico de telurio con la fórmula {\displaystyle {\ce {Na2TeO3}}}. Es un sólido blanco, soluble en agua y un agente reductor débil. El telurito de sodio es un compuesto intermedio en la extracción del elemento telurio; es un producto obtenido de la electrodeposición mediante ánodos de cobre.

## Preparación
Como se mencionó, la fuente principal de telurio es mediante electrodeposición, la cual contiene metales preciosos así como varios teluratos. Esta deposición se calienta con carbonato de sodio y oxígeno para producir telurito de sodio.
{\displaystyle {\ce {Ag2Te + Na2CO3 + O2 -> 2Ag + Na2TeO3 + CO2}}}

## Purificación
La electrólisis de una solución de telurito produce telurio purificado.
Ánodo: 4OH− → 2H2O + O2 + 4e−
Cátodo: TeO32− + 3H2O + 4e− → Te + 6OH−

## Estructura y propiedades
El telurio presenta unas propiedades similares al azufre y al selenio. En la forma anhídrida Na2TeO3, los átomos de telurio están coordinados en 6, tres Te-O a 1.87 Å y tres a 2.9 Å, con un octaedro distorsionado compartiendo bordes. En la forma pentahidratada: Na2TeO3.5H2O, hay presentes aniones discretos de telurito TeO32− con estructura piramidal. La distancia Te-O es de 1.85 - 1.86 Å y el O-Te-O el ángulo es cercano a 99.5°. El anión de telurito es una base débil y el telurito de sodio debería ser similar al selenito de sodio y sulfito de sodio. El telurito de sodio es tanto un agente oxidante débil como un agente reductor débil.

## Reacciones relacionadas con el telurito
H2TeO3 → H+ + HTeO3− pK 2.48
El ácido telúrico pierde un protón en ese punto de pKa.
HTeO3− → H+ + TeO32− pK 7.7
El Hidrógeno del terulito pierde un protón a este nivel de pKa para convertirse ión de terulito. Esto pasaría en la reacción de tellurous ácido con hidróxido de sodio para hacer sodio tellurite.
TeO2 + 2OH− → TeO32− + H2O
Esta es la reacción del dióxido de telurio con una base para hacer una sal de terulito.

## Aplicaciones
El terulito de sodio mejora la resistencia a la corrosión de las capas de níquel galvanizado. Se emplean soluciones de terulito de sodio para realizar revestimientos negros o negro-azulados sobre el hierro, acero, aluminio y cobre. En microbiología, el terulito de sodio puede ser añadido al medio de cultivo para aislar bacterias con una resistencia fisiológica inherente a su toxicidad.